# Платон (экзарх Равенны)
Платон — византийский патриций, экзарх Равенны с 645 по 649 год. Был монофелитом, вместе с патриархом Павлом II боролся с папой Феодором. В 649 отозван в Константинополь.